# Dària Kassàtkina
Dària Serguéievna Kassàtkina (Togliatti, Samara, Rússia, 7 de maig de 1997) és una tennista professional russa.
En el seu palmarès té quatre títols individuals i un més de dobles en el circuit WTA. Va guanyar el títol de Roland Garros en categoria júnior l'any 2014.

## Biografia
Filla de Tatiana Boríssovna i Serguei Ígorevitx Kassatkin, advocada i enginyer respectivament. Ambdós van ser destacats esportistes russos, atleta i jugador d'hoquei sobre gel. Té un germà més gran anomenat Aleksandr, que la va convèncer de jugar a tennis quan tenia sis anys.

## Palmarès

### Individual: 19 (8−11)
| 2009 − 2020             | Després de 2021 |
| ----------------------- | --------------- |
| Grand Slam (0−0)        |                 |
| WTA Finals (0−0)        |                 |
| Premier Mandatory (0−1) | WTA 1000 (0−0)  |
| Premier 5 (0−0)         | WTA 1000 (0−0)  |
| Premier (2−2)           | WTA 500 (4−7)   |
| International (0−0)     | WTA 250 (2−1)   |

| Títols per superfície |
| --------------------- |
| Dura (6−8)            |
| Gespa (1−2)           |
| Terra batuda (1−1)    |

| Resultat   | Núm. | Data                   | Torneig                        | Superfície   | Oponent             | Marcador           |
| ---------- | ---- | ---------------------- | ------------------------------ | ------------ | ------------------- | ------------------ |
| Guanyadora | 1.   | 9 d'abril de 2017      | Charleston, Estats Units       | Terra batuda | Jeļena Ostapenko    | 6−3, 6−1           |
| Finalista  | 1.   | 22 d'octubre de 2017   | Moscou, Rússia                 | Dura (i)     | Julia Görges        | 1−6, 2−6           |
| Finalista  | 2.   | 25 de febrer de 2018   | Dubai, Emirats Àrabs Units     | Dura         | Elina Svitolina     | 4−6, 0−6           |
| Finalista  | 3.   | 18 de març de 2018     | Indian Wells, Estats Units     | Dura         | Naomi Osaka         | 3−6, 2−6           |
| Guanyadora | 2.   | 21 d'octubre de 2018   | Moscou                         | Dura (i)     | Ons Jabeur          | 2−6, 7−6(3), 6−4   |
| Guanyadora | 3.   | 19 de gener de 2021    | Melbourne, Austràlia           | Dura         | Marie Bouzková      | 4−6, 6−2, 6−2      |
| Guanyadora | 4.   | 21 de març de 2021     | Sant Petersburg, Rússia        | Dura (i)     | Margarita Gasparyan | 6−3, 2−1, retirada |
| Finalista  | 4.   | 20 de juny de 2021     | Birmingham, Regne Unit         | Gespa        | Ons Jabeur          | 5−7, 4−6           |
| Finalista  | 5.   | 8 d'agost de 2021      | San José, Estats Units         | Dura         | Danielle Collins    | 3−6, 7−6(10), 1−6  |
| Guanyadora | 5.   | 7 d'agost de 2022      | San José                       | Dura         | Shelby Rogers       | 6−7(2), 6−1, 6−2   |
| Guanyadora | 6.   | 27 d'agost de 2022     | Granby, Canadà                 | Dura         | Daria Saville       | 6−4, 6−4           |
| Finalista  | 6.   | 14 de gener de 2023    | Adelaida, Austràlia            | Dura         | Belinda Bencic      | 0−6, 2−6           |
| Finalista  | 7.   | 1 de juliol de 2023    | Eastbourne, Regne Unit         | Gespa        | Madison Keys        | 2−6, 6−7(11)       |
| Finalista  | 8.   | 13 de gener de 2024    | Adelaida (2)                   | Dura         | Jeļena Ostapenko    | 3−6, 2−6           |
| Finalista  | 9.   | 11 de febrer de 2024   | Abu Dhabi, Emirats Àrabs Units | Dura         | Ielena Ribàkina     | 1−6, 4−6           |
| Finalista  | 10.  | 7 d'abril de 2024      | Charleston                     | Terra batuda | Danielle Collins    | 2−6, 1−6           |
| Guanyadora | 7.   | 30 de juny de 2024     | Eastbourne                     | Gespa        | Leylah Fernandez    | 6−3, 6−4           |
| Finalista  | 11.  | 22 de setembre de 2024 | Seül, Corea del Sud            | Dura         | Beatriz Haddad Maia | 6−1, 4−6, 1−6      |
| Guanyadora | 8.   | 20 d'octubre de 2024   | Ningbo, Xina                   | Dura         | Mirra Andreeva      | 6−0, 4−6, 6−4      |

### Dobles femenins: 3 (1−2)
| Llegenda                                  |
| ----------------------------------------- |
| Grand Slam (0−0)                          |
| WTA Tour Championships / WTA Finals (0−0) |
| Premier Mandatory (0−0)                   |
| Premier 5 (0−0)                           |
| Premier (1−2)                             |
| International (0−0)                       |

| Títols per superfície |
| --------------------- |
| Dura (1−2)            |
| Gespa (0−0)           |
| Terra batuda (0−0)    |

| Resultat   | Núm. | Data                   | Torneig        | Superfície | Parella         | Oponents                             | Marcador            |
| ---------- | ---- | ---------------------- | -------------- | ---------- | --------------- | ------------------------------------ | ------------------- |
| Guanyadora | 1.   | 25 d'octubre de 2015   | Moscou, Rússia | Dura (i)   | Ielena Vesninà  | Irina-Camelia Begu Monica Niculescu  | 6−3, 6−7(7), [10−5] |
| Finalista  | 1.   | 23 d'octubre de 2016   | Moscou         | Dura (i)   | Daria Gavrilova | Andrea Hlaváčková Lucie Hradecká     | 6−4, 0−6, [7−10]    |
| Finalista  | 2.   | 24 de setembre de 2017 | Tòquio, Japó   | Dura       | Daria Gavrilova | Andreja Klepač M.J. Martínez Sánchez | 3−6, 2−6            |

### Equips: 1 (1−0)
| Resultat   | Núm. | Data                  | Torneig                              | Superfície | Equip                                                                                   | Oponents                                                       | Marcador |
| ---------- | ---- | --------------------- | ------------------------------------ | ---------- | --------------------------------------------------------------------------------------- | -------------------------------------------------------------- | -------- |
| Guanyadora | 1.   | 6 de novembre de 2021 | Billie Jean King Cup, Praga, Txèquia | Dura (i)   | Ekaterina Alexandrova Veronika Kudermétova Anastassia Pavliutxénkova Liudmila Samsonova | Belinda Bencic Viktorija Golubic Jil Teichmann Stefanie Vögele | 2−0      |

## Trajectòria

### Individual
| Open d'Austràlia | A   | A   | 3R    | 1R          | 2R          | 1R          | 1R          | 2R          | 3R          | 1R | 2R | 0 / 9     | 7 – 9     |
| Roland Garros | A   | A   | 3R    | 3R          | QF          | 2R          | 2R          | 3R          | SF          | 4R | 2R | 0 / 9     | 21 – 9    |
| Wimbledon | A   | A   | 3R    | 2R          | QF          | 1R          | NC          | 2R          | A           | 3R |    | 0 / 6     | 10 – 6    |
| US Open | A   | 3R  | 1R    | 4R          | 2R          | 1R          | 1R          | 3R          | 1R          | 4R |    | 0 / 9     | 11 – 9    |
| Jocs Olímpics | NC  | NC  | QF    | No celebrat | No celebrat | No celebrat | No celebrat | A           | NC          | NC |    | 0 / 1     | 3 – 1     |
| WTA Elite Trophy | A   | A   | A     | A           | RR          | A           | No celebrat | No celebrat | No celebrat | SF |    | 0 / 2     | 3 – 2     |
| Total Victòries−Derrotes | 0−0 | 7−5 | 32−21 | 32−21       | 42−23       | 12−20       | 8−12        | 38−19       | 41−22       |    |    | 180 – 128 | 180 – 128 |
| Rànquing a final d'any | 370 | 72  | 27    | 24          | 10          | 69          | 71          | 26          | 8           |    |    |           |           |
| Llegenda: G: Guanyadora; F: Finalista; SF: Semifinalista; QF: Quarts de final; Q: Qualificació; A: Absent; RR: Round Robin; |     |     |       |             |             |             |             |             |             |    |    |           |           |

### Dobles femenins
| Open d'Austràlia | A   | 2R    | 1R          | 1R          | A           | A           | 1R  | 1R | 0 / 5   | 1 – 5   |
| Roland Garros | A   | 1R    | 2R          | 1R          | 3R          | A           | A   |    | 0 / 4   | 3 – 4   |
| Wimbledon | A   | 3R    | A           | A           | 1R          | NC          | 1R  |    | 0 / 3   | 2 – 3   |
| US Open | A   | 2R    | 3R          | A           | 2R          | A           | 2R  |    | 0 / 4   | 5 – 4   |
| Jocs Olímpics | NC  | QF    | No celebrat | No celebrat | No celebrat | No celebrat | A   | NC | 0 / 1   | 2 – 1   |
| Total Victòries−Derrotes | 4−0 | 16−17 | 11−10       | 1−5         | 5−8         | 0−0         | 3−7 |    | 41 – 48 | 41 – 48 |
| Rànquing a final d'any | 118 | 48    | 67          | 412         | 127         | 141         | 283 |    |         |         |
| Llegenda: G: Guanyadora; F: Finalista; SF: Semifinalista; QF: Quarts de final; Q: Qualificació; A: Absent; RR: Round Robin; |     |       |             |             |             |             |     |    |         |         |